# Zamek w Mielniku

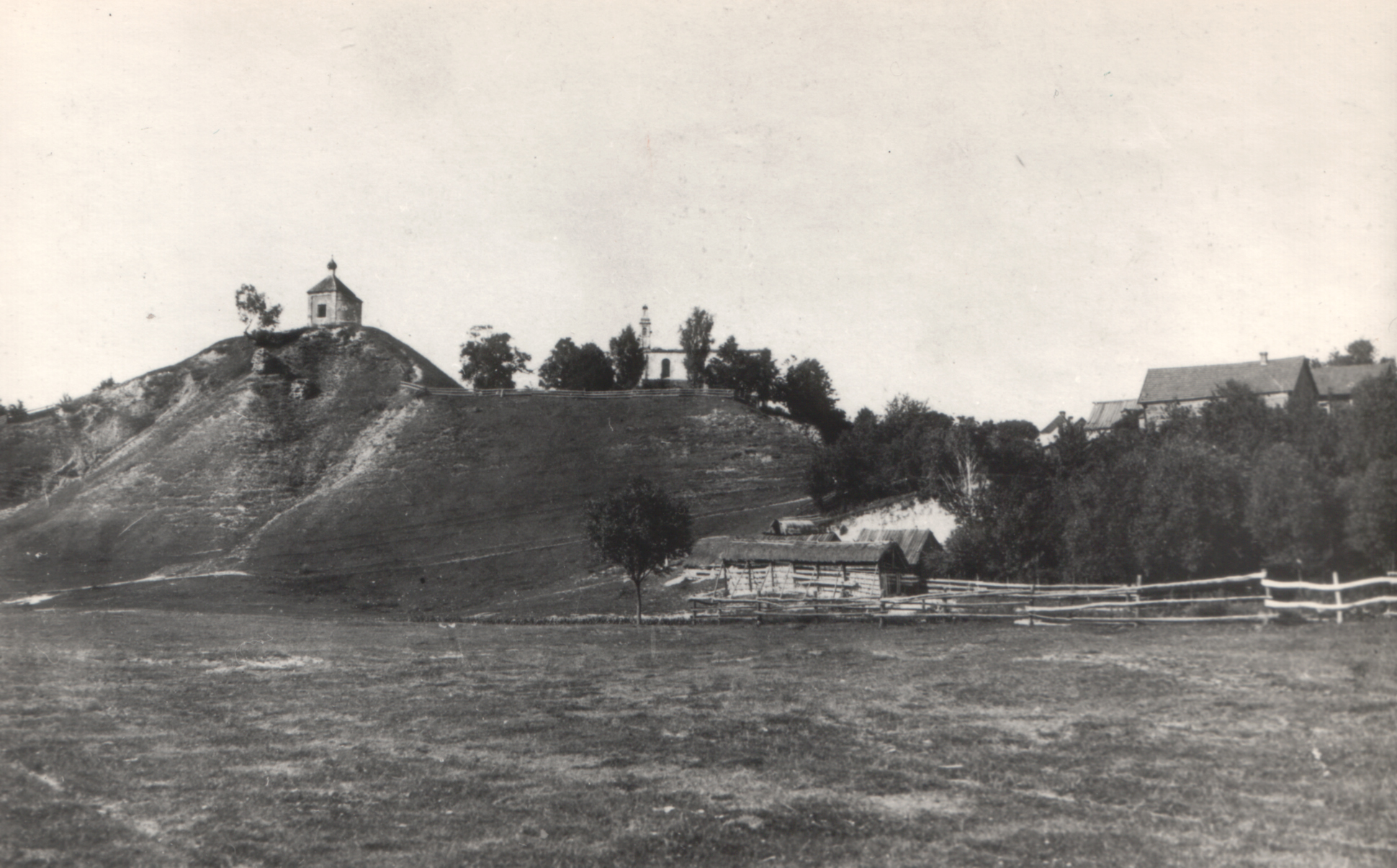
Góra Zamokowa w 1915 r.

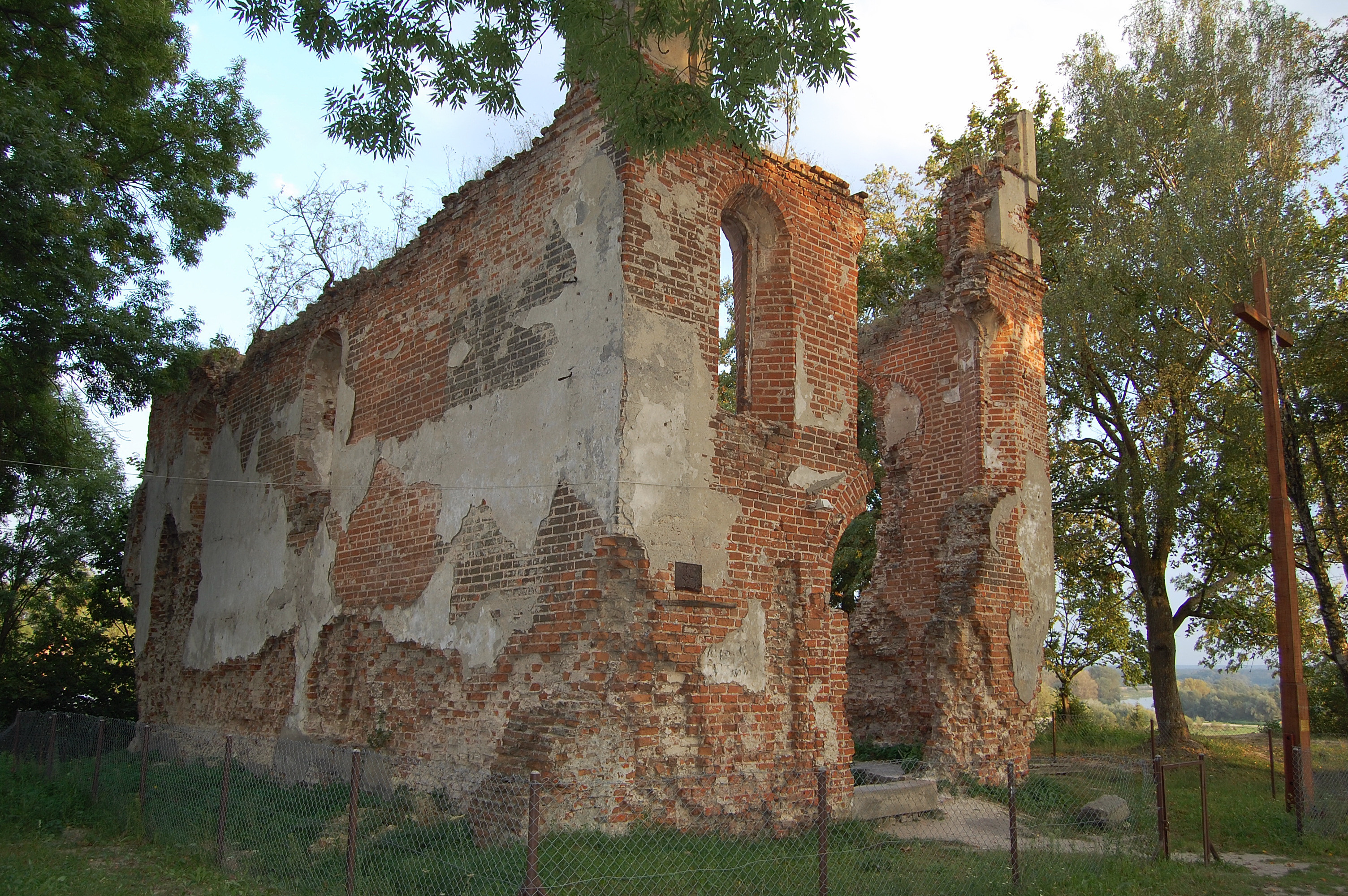
Widok ogólny zrujnowanego kościoła Świętej Trójcy

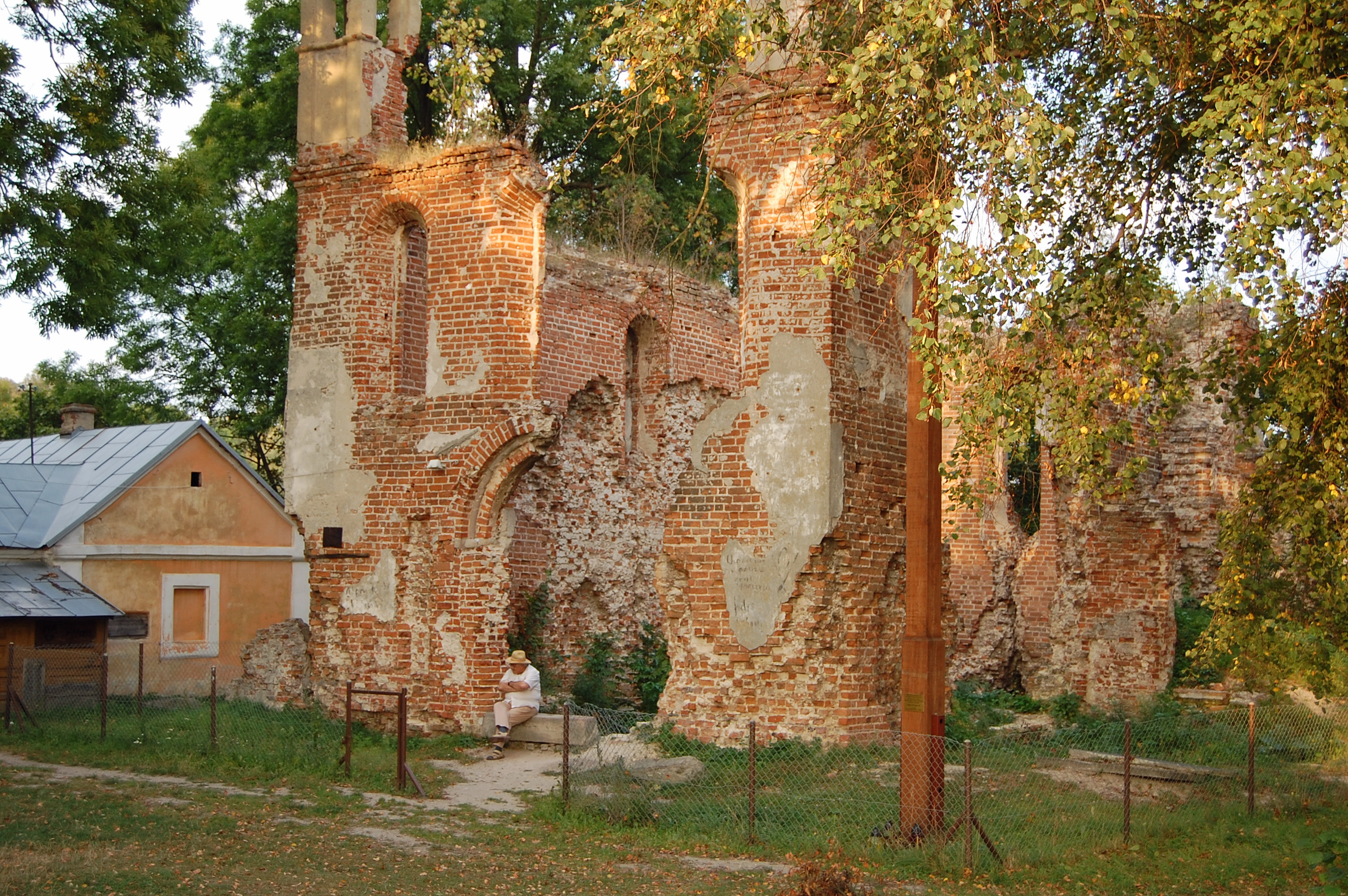
Zrujnowany kościół zamkowy Świętej Trójcy

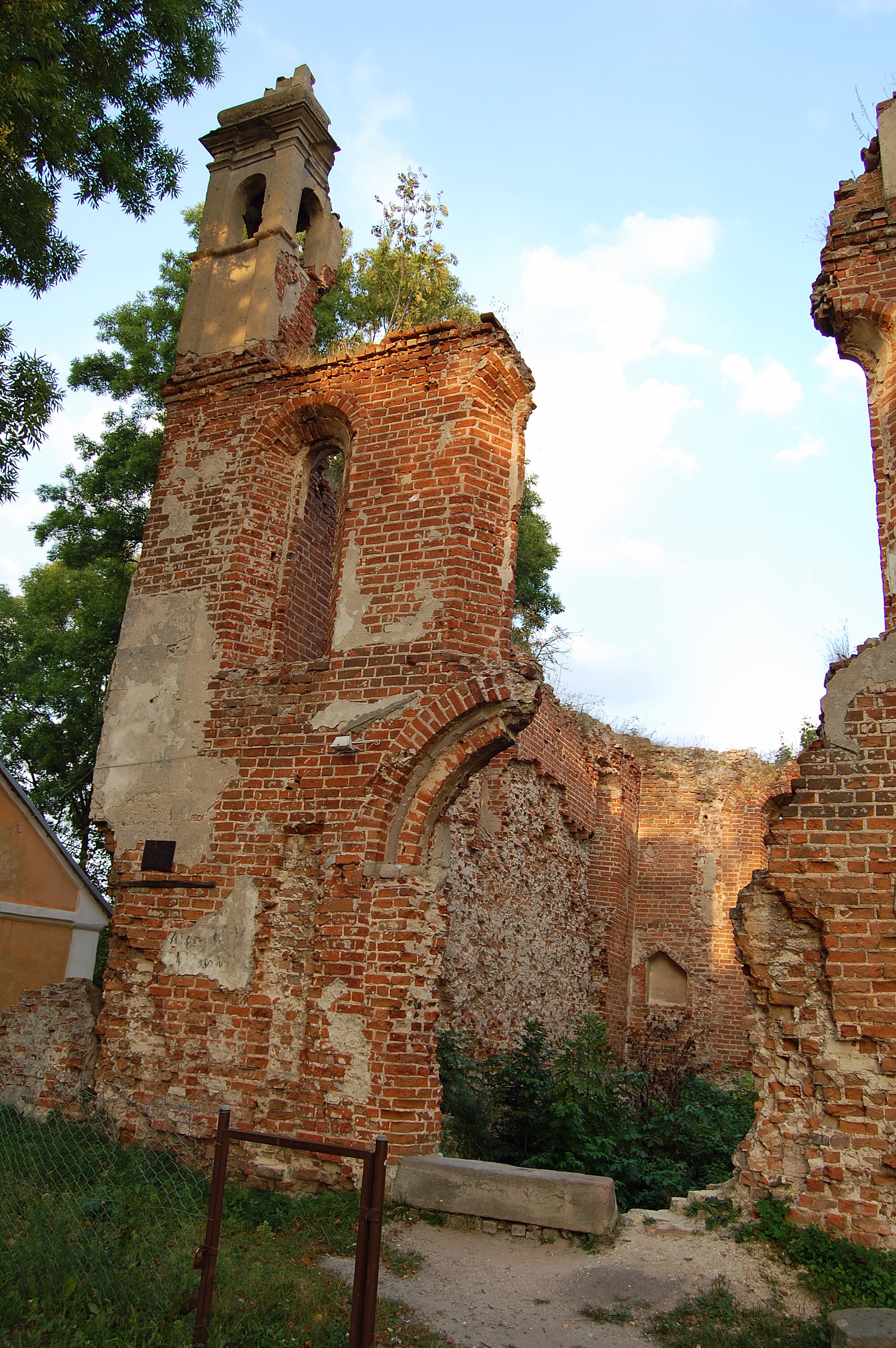
Ruiny kościoła zamkowego

Zamek w Mielniku – zamek, który znajdował się w Mielniku, pierwotnie jako gród obronny, w XVI wieku przebudowany na styl renesansowy, zniszczony podczas pożaru w drugiej połowie XVI wieku oraz podczas potopu szwedzkiego. Odbudowano jedynie kościół zamkowy, który został zniszczony podczas I oraz II wojny światowej. Po zamku pozostały jedynie ruiny kościoła.

## Historia

### Gród i zamek w średniowieczu
Na terenie zamku dolnego nie stwierdzono zbyt intensywnego osadnictwa z wieku XII i XIII. Pierwsze nieliczne wzmianki o zamku w Mielniku pojawiły się w źródłach z XIV. Najwcześniejsza wzmianka pochodzi z 1379 roku i sporządził ją kronikarz krzyżacki Wigand z Marburga, który wspomniał w XX rozdziale swojej kroniki o próbie oblężenia grodu w czasie powrotu Krzyżaków z łupieżczej rejzy na ziemie litewskie:

Jesienią 1379 roku Teodoryk von Elner komtur Bałgi w środę przed Świętym Dominikiem stanął nad rzeką Nur (Narew?, Nurzec?) i stamtąd spustoszył Brześć i Kamieniec. Posłał także brata Johana Schönefeld i Arnolda Burgeln w stu ludzi do Drohiczyna, powracają na Mielnik na rozkaz dowódcy, który wszystkim był się zalecił, aby się dobrze na ostrożności mieli. Potem w czwartek Teodoryk de Elner przeszedł z wielkim orszakiem przez nieostrzeżoną krainę Drohiczyna, na oblężenie zamku w Mielniku, posłał przodem dwóch braci i potem udał się do Ziemi kamienieckiej, którą spustoszył nad rzeką Bug i powrócił pod zamek w Mielniku. Komtur przeprowadził swoje konie przez bród i powrócił do domu

W 1382 roku, a także na mocy decyzji Władysława Jagiełły w 1391 roku, gród przejął książę mazowiecki Janusz I Starszy jako wiano swojej żony Danuty Anny. Jak wynika ze wspomnianej decyzji, w której napisano „terram nostram Drohiczensen, Melnyk, Surasz, Byelsko ac omnibus villis in eisdem districtubus”, zamek był centrum administracyjnym dla najbliższej okolicy. Przed 1420 rokiem prawdopodobnie książę Witold ufundował w dolnej części zamku katolicki kościół pw. Bożego Ciała, Wniebowzięcia NMP, św. Mikołaja i Wszystkich Świętych. Charakter obronny dolnej części zamku nadano prawdopodobnie dopiero w XV wieku, być może w czasach posiadania go w latach 1430–1444 przez księcia mazowieckiego Bolesława IV warszawskiego, od którego zamek kupił król Kazimierz IV Jagiellończyk. Powstał wtedy wał drewniano-ziemny o grubości około trzech metrów na kamiennej ławie z wieżą od strony północnej. Na pozostałościach tego wału znajduje się obecnie wschodnia część kościoła św. Trójcy. Zamek górny znajdował się od zachodu w wyższej partii góry i jego głównym budynkiem była kamienica wyposażona w dwie baszty. Oba człony oddzielała wieża, w której znajdowały się wrota. W 1486 roku na zamku przebywał Kazimierz Jagiellończyk, a 18 września 1501 roku w oczekiwaniu na koronę polską przybył na zamek Aleksander Jagiellończyk na czele orszaku 1400 ludzi. 23 października na zamku podpisano unię mielnicką między Królestwem Polskim i Wielkim Księstwem Litewskim, a 6 listopada król udał się do Krakowa na koronację. Aleksander przybywał też na zamku w 1503 i 1504 roku.

### Zamek renesansowy
W 1506 roku na zamku na koronę polską oczekiwał Zygmunt Stary. Ponownie na zamku przebywał w 1513 roku i mieszkał w nim miesiąc. W czasach panowania Zygmunta Starego w latach 40. XVI wieku zamek przebudowano na rezydencję w stylu renesansowym, przedkładając cechy reprezentacyjne nad obronne. Pracami kierował być może starosta mielnicki Nikodem Janowicz Świecko herbu Dąbrowa. Wieża wjazdowa na zamek niski była murowana, a w części południowo-zachodniej zamku dolnego zbudowano dwukomorowy piec. W tym też okresie nadsypano plateau części wzgórza w kierunku północnym i wschodnim, poszerzając obszar zajmowany przez zamek dolny i niwelując starszy wał. W południowo-wschodniej części poszerzonego wzgórza powstał nowy dom zamkowy. Wieża na zamku górnym, pierwotnie miała trzy kondygnacje i wieżyczkę, ganek wychodzący na dziedziniec. Druga kondygnacja była połączona z dwoma wychodzącymi poza lico basztami. Na dziedzińcu znajdowało się więzienie określane jako „izba czarna”. W 1545 na zamku więzieni w niej byli kniaziowie moskiewscy: Fiedor Owczyna, Jendrej Palecki, Michałko Oboleński. Po rozpoczęciu prac modernizacyjnych w izbie wielkiej wieży na zamku górnym umieszczono renesansowy piec kaflowy z dwiema wieżyczkami, wmontowano kasetonowy sufit i weneckie okna z herbami królewskimi, a do 1551 roku rozebrano baszty oraz wieżę drewnianą broniącą przejazdu z zamku niskiego na wysoki, na jej miejscu wzniesiono nowy murowany budynek mieszkalny. 
Pomiędzy rokiem 1551 a 1560 zamek spłonął i pozostał z niego tylko kościół i wieża wjazdowa. W 1560 roku istniał już jednak na zamku dolnym nowy 3-izbowy dwór starosty Jarosza Koryckiego, jednak zamek nie odzyskał już później wcześniejszej rangi. 

### Potop szwedzki i degradacja
Kolejne zniszczenia miały miejsce w maju 1657 roku podczas potopu szwedzkiego, gdy wojska siedmiogrodzkie Jerzego II Rakoczego spaliły zamek, gotycki kościół na zamku dolnym i miasto. Po odbudowie kościoła zmieniono jego wezwanie na św. Trójcy, jednak zamek pozostał już ruiną, na którego terenie znajdował się już tylko dwór starosty. Kościół w 1851 roku był opuszczony, a po powstaniu styczniowym, od 1871 r. funkcjonował krótko jako cerkiew, lecz po pożarze z 1915 roku w czasie I wojny światowej i zniszczeniu w 1940 r. zakrystii (funkcjonującej jako kaplica) nie został odbudowany.  
Po powstaniu styczniowym, około 1865 roku, miejsce zamku górnego zostało przez zaborców rosyjskich nadsypane co najmniej sześć metrów ziemi w celu posadowienia niewielkiej kapliczki o znaczeniu propagandowym, co zmieniło całkowicie pierwotną sytuację terenową. 

## Badania archeologiczne
- 1959: Irena Górska
- 1988: Łukasz Rejniewicz
- 1989: Urszula Perlikowska-Puszkarska
- 2007: Aldona Andrzejewska, Andrzej Andrzejewski
- 2008: Aldona Andrzejewska
- 2010: Aldona Andrzejewska, Łukasz Reczulski, Artur Ginter